# Fenoloftaleina
Fenoloftaleina (łac. Phenolophthaleinum) – organiczny związek chemiczny, stosowany głównie jako wskaźnik pH.
W stanie czystym jest to bezbarwna substancja krystaliczna, słabo rozpuszczalna w wodzie, rozpuszczalna w alkoholach. W laboratoriach spotykana jest głównie jako ok. 1% bezbarwny roztwór w etanolu.
| Fenoloftaleina | Fenoloftaleina | Fenoloftaleina | Fenoloftaleina | Fenoloftaleina | Fenoloftaleina | Fenoloftaleina |
| -------------- | -------------- | -------------- | -------------- | -------------- | -------------- | -------------- |
| pH < 0         | ⇄              | pH 0−8,2       | ⇄              | pH 8,2−12,0    | ⇄              | pH >12,0       |

Fenoloftaleina jest wskaźnikiem alkacymetrycznym, tzn. zmienia formę z bezbarwnej w środowisku umiarkowanie kwasowym lub obojętnym na malinowoczerwoną w środowisku umiarkowanie zasadowym. Zalecana głównie do miareczkowania roztworów słabych kwasów mocnymi zasadami, gorsze wyniki uzyskiwane są dla miareczkowania silnie rozcieńczonych mocnych kwasów mocnymi zasadami (i odwrotnie); dla pozostałych układów miareczkowania nie nadaje się na wskaźnik. Jest też stosowana przy produkcji tzw. papierków uniwersalnych. Zakres pH zmiany barwy: 8,3–10,0. W skrajnych wartościach pH zachodzą dodatkowe zmiany barwy: w roztworach silnie kwasowych (pH<0) przybiera kolor pomarańczowy wskutek przejścia w formę karbokationu trytylowego, natomiast w środowisku silnie zasadowym (pH>12) staje się bezbarwna.
W lecznictwie stosowana niekiedy jako środek przeczyszczający.
Stosowana także w produkcji znikających tuszy. Tu zmieszana jest z wodorotlenkiem sodu (NaOH), który reaguje w powietrzu z dwutlenkiem węgla, tworząc węglan sodu (Na2CO3). Zmiana pH powoduje zanik zabarwienia.
| Symbol    | H3In+          | H2In                          | In2−                              | In(OH)3−        |
| Struktura |                |                               |                                   |                 |
| Model     |                |                               |                                   |                 |
| pH        | < 0            | 0−8,2                         | 8,2−12,0                          | >12,0           |
| Odczyn    | silnie kwasowy | kwasowy lub bliski obojętnemu | zasadowy                          | silnie zasadowy |
| Kolor     | pomarańczowy   | bezbarwny                     | od różowego do malinowoczerwonego | bezbarwny       |
| Zdjęcie   |                |                               |                                   |                 |